# Famille Duck
Pour les articles homonymes, voir Duck.

L'arbre généalogique de la famille duck.

La famille Duck (Duck family en anglais), dans l’univers des canards imaginé par la Walt Disney Company, constitue principalement l’ascendance de Donald Duck. Elle est alliée à la famille Écoutum, fondatrice de Donaldville, par le mariage de Grand-Mère Donald avec Joseph Duck, et au clan McPicsou par celui de leur fils Rodolphe Duck avec Hortense Picsou, sœur de Balthazar Picsou.
Le dessinateur Don Rosa a développé en 1993 un arbre généalogique dont le dessinateur Carl Barks avait jeté les bases dans les années 1950.
Duck est également le nom de famille de plusieurs personnages apparentés de plus ou moins loin à la branche principale.

## Ascendance directe de Donald Duck

### Mathurin Duck
Mathurin Duck (Pintail Duck en VO) est le fondateur de la dynastie Duck au XVIe siècle. Il apparaît pour la première fois en 1956 dans une histoire de Carl Barks, Trésor temporel (Back to Long Ago). Originaire des îles britanniques et né aux alentours de 1530, ce marin au long cours navigua un temps aux côtés de Sire Francis McPicsou, ancêtre de Balthazar Picsou. Il périt dans le naufrage du Falcon Rover, coulé par les Espagnols au large des Antilles le 9 décembre 1564.

### Joseph Duck
Descendant du précédent, Joseph Duck (Humperdink Duck en VO) est le grand-père de Donald. Né vers 1860 et apparu en particulier dans La Jeunesse de Picsou, il épouse Elvire Écoutum vers 1874 et s'installe comme fermier aux environs de Donaldville. Ils ont trois enfants : Rodolphe, Daphnée et Barnabé.

### Elvire Écoutum
Femme du précédent et descendante du fondateur de Donaldville, Cornélius Écoutum, Elvire Écoutum (Elvira Coot en VO) est plus connue sous le surnom de Grand-Mère Donald. Née vers 1855 et morte avant 1970, elle reprit seule la direction de la ferme à la mort de son mari dans les années 1920, secondée maladroitement par son petit-neveu Gus Glouton.

### Rodolphe Duck
Fils du précédent et de Grand-Mère Donald, Rodolphe Duck (Quackmore Duck en VO) naît à Donaldville vers 1875. Dès son plus jeune âge, il fait preuve d'un caractère colérique. En 1902, il fait la connaissance d'Hortense Picsou, jeune sœur de Balthazar Picsou, tout juste débarquée d'Écosse en compagnie de sa sœur Matilda pour rejoindre leur frère ayant fait fortune. Dotée du même caractère explosif, Hortense tombe sous le charme de Rodolphe. Ils se fiancent en 1908 et se marient quelques années plus tard. De leur union naissent en 1920 des jumeaux : Donald et Della Duck.
Toujours en quête d'aventures enrichissantes, Picsou nomme son beau-frère chef-comptable, estimant qu'un héritier potentiel ne s'amuserait pas à le voler; en effet, Rodolphe veille consciencieusement avec sa femme sur la fortune de Picsou jusqu'au retour définitif de celui-ci en 1930 comme on peut le voire dans l'histoire Le Bâtisseur d'empires du Calisota. Chassés du coffre par un Picsou devenu misanthrope, Rodolphe et Hortense quittent Donaldville et disparaissent du paysage. Ils seraient morts vers 1950.

### Daphnée Duck
Fille de Joseph Duck et de Grand-Mère Donald, Daphnée Duck (Daphne Duck en VO) épouse Gustave Bonheur après 1902. Ils ont un fils unique : Gontran Bonheur. Dans Jour de malchance (The Sign of The Triple Distelfink), on apprend qu'un peintre itinérant peignit trois chardonnerets, symboles de chance dans la tradition germanique, sur la grange de ses parents le jour de sa naissance; elle transmit ce don à son fils, né le même jour qu'elle

### Barnabé Duck
Fils de Joseph Duck et de Grand-Mère Donald, Barnabé Duck (Eider Duck en VO) épouse Lulubelle Louft après 1902, dont il a deux fils : Abner et Popop. On voit lors de ses apparitions qu'il est une brute musclée et moqueuse envers sa propre sœur Daphnée.

### Gustave Bonheur
Mari de Daphnée Duck et père de Gontran Bonheur, Gustave Bonheur (Goostave Gander en VO) apparaît une première fois dans les ébauches généalogiques de Carl Barks en tant que mari de Matilda Picsou. Cette idée est néanmoins rapidement abandonnée.

### Lulubelle Loufy
Femme de Barnabé Duck et mère d'Abner et Popop Duck, Lulubelle Loufy (Lulubelle Loon en VO) n'apparaît que dans l'arbre généalogique de Don Rosa.

## Collatéraux de Donald

### Della «Dumbella» Duck
Fille de Rodolphe Duck et de Hortense Picsou, Della Duck est la sœur jumelle de Donald. Née en 1920 et surnommée « Dumbella » par son frère, elle quitte assez jeune Donaldville en suivant sa mère fâchée par l'attitude de Picsou. Elle est la mère des triplés Riri, Fifi et Loulou qu'elle confie à son frère.

### Gontran Bonheur
Gontran Bonheur (Gladstone Gander en VO) est le fils de Gustave Bonheur et Daphnée Duck et le cousin germain de Donald. Né en 1920, il est également son rival auprès de Daisy Duck. En 1955, dans une histoire de Daisy, apparaît le neveu de Gontran, Shamrock. On le reverra peu par la suite (a priori jamais en France) et jamais sans que l'explication du lien familial ne soit donnée, Gontran n'ayant a priori ni frères et sœurs, ni femme.

### Popop Duck
Popop Duck (Fethry Duck en VO) est le fils de Barnabé Duck et de Lulubelle Louft et le cousin germain de Donald. Apparu pour la première fois en 1964 en Italie, cet écervelé déclenche des catastrophes en tout genre partout où il passe.

### Gus Glouton
Gus Glouton (Gus Goose en VO) est le fils de Luc Glouton et de Fanny Écoutum. Cousin au second degré de Donald, il est gourmand, paresseux et apparaît souvent aux côtés de Grand-Mère Donald.

### Abner Duck
Abner Duck (Abner « Whitewater » Duck en VO) est le fils de Barnabé Duck et de Lulubelle Louft et le frère de Popop. Apparu en 1962 dans une histoire de Carl Barks, L'esprit de famille (Log Jockey), il exerce le métier de bûcheron. Dans une histoire publiée en 2004 dans le magazine américain Uncle Scrooge, Le plus dur des plus durs (Smarter Than The Toughies), les auteurs Lars Jensen et Daniel Branca en ont fait en revanche le neveu d'un cousin de Picsou, Douglas McPicsou (Douglas McDuck en VO).

### Riri, Fifi et Loulou Duck
Fils de Della Duck, les triplés Riri, Fifi et Loulou (Huey, Dewey & Louie en VO), nés en 1940, sont les neveux de Donald par leur mère. Véritables petits démons à leur apparition en 1937, ils acquièrent la sagesse au contact de leur arrière-grand-mère Donald et la débrouillardise dans la troupe scoute des Castors Juniors.

### Bichou Duck
Bichou Duck (Biquinho en VO brésilienne) est le neveu de Popop Duck (de ce fait, certains théorisent qu'il est le fils d'Abner mais aucune histoire ne l'atteste). Un peu plus jeune que ses cousins Riri, Fifi et Loulou, il possède un style vestimentaire semblable à celui de Popop avec un bonnet rouge. Il apparaît pour la première fois en 1982 dans l'histoire inédite en France O Furacão Branco e Preto montrant les auteurs Gérson Luiz Borlotti Teixeira et Irineu Soares Rodrigues créer le personnage pour la première fois. Mais sa première apparition dans l'univers de Donaldville se fait dans l'histoire Popop chez les Marrantos (O Nascimento do Biquinho). On apprend dans cette histoire que son œuf a été égaré dans la forêt et qu'il a été élevé par des porcs-épics avant que Popop le ramène vers la civilisation. En Italie, il est connu sous le nom de Pennino, aux États-Unis sous le nom de Dugan Duck et dans les pays nordiques, sous le nom de Pjuske.

### Chris Yéyé
Chris Yéyé (Paperetta Yè-Yè en VO italienne, Dickie Duck en anglais) est la petite-fille de Goldie O'Gilt, l'amour de jeunesse de Picsou. Créée en 1966 par le dessinateur italien Romano Scarpa sous le nom de Paperetta Yè-yè, elle est présentée comme la cousine de Riri, Fifi et Loulou dans une histoire de ce même dessinateur, sans que la nature de ce lien soit expliquée. Très populaire au Brésil, où elle a sa propre série, et au Danemark, elle fut peu exploitée en France et aux États-Unis, bien qu'elle soit un des rares personnages d'adolescents de cet univers.

## Autres "Ducks"

### Daisy Duck
Bien qu'ils portent le même patronyme, Daisy Duck (née en 1920), n'a pas de lien de parenté directe avec Donald Duck. Elle est la tante de Lili, Lulu et Zizi.
Daisy entretient une relation amoureuse avec Donald depuis leur rencontre, allant jusqu'à être présentée comme sa fiancée dans certaines histoires, même s'il lui arrive de se laisser courtiser par Gontran Bonheur.

### Donna Duck
La parenté exacte de ce personnage avec la précédente reste à déterminer. Apparue tout d'abord comme premier « flirt » de Donald dans un dessin animé de 1937, Don Donald, Donna Duck est considérée par de nombreux cinéphiles comme une ébauche de Daisy Duck. Donna Duck est présentée comme la petite amie de Abner Duck dans l'histoire publiée en France en 2012, Ça suffit, les sosies! (Too Many Donalds) scénarisée par Lars Jensen et dessinée par Carlos Mota.

### Lili, Lulu et Zizi Duck
Nièces de Daisy, Lili, Lulu et Zizi Duck (April, May & June Duck en VO) apparaissent en février 1953 dans l'histoire Donald piloufaceur !. Elles font partie des Castorettes, une troupe scoute rivale de celle de leurs cousins Riri, Fifi et Loulou, les Castors Juniors.

### Belle Couac
Créée par Al Hubbard en 1967, Belle Couac (Belle Duck en VO) est une grosse cane excentrique propriétaire d'un bateau à vapeur et amour de jeunesse de Balthazar Picsou. Elle apparaît pour la première fois dans l'histoire Une pièce de collection (Belle Corners The Coin Collection).

### Toby Dick et Sancho Pacha
Créé par Vic Lockman et Tony Strobl, Toby Dick (Moby Duck en VO) apparaît aux États-Unis dans le Donald Duck #112 de mars 1967,. Il a même sa propre série de bande dessinée lancée en octobre 1967, jusqu'en 1978. Ce vieux loup de mer, bon marin mais piètre baleinier, loue occasionnellement ses services à Picsou. Secondé dans un premier temps par Donald, il engagea par la suite Sancho Pacha (Dimwitty Duck en VO), mais son meilleur ami reste le dauphin Poupy (Porpy en VO).
Par la suite, le personnage ne sera exploité qu'au Brésil et en Italie. On le retrouve le 10 juin 2001 dans un rôle important aux côtés de Popop dans une série de vingt aventures intitulée Les Chroniques de la Baie (Le Storie Della Baia) d'Alberto Savini et Silvio Camboni se déroulant à Duckport, paisible port de pêche. Au cinéma, ses seules apparitions ont lieu en 1968 dans Le Monde merveilleux de Disney (The Wonderful World of Disney) dans l'épisode Pacifically Peeking, et en 2001 dans Disney's tous en boîte. Son nom est un clin d'œil au célèbre roman d'Herman Melville, Moby Dick.

### Buckaroo «Buck» Duck
Buck Duck est un personnage d'une série éphémère du nom de "western" débutant avec l'histoire When You Show Your Gums...Smile!, créée par Paul Murry et publiée aux États-Unis entre 1969 et 1973, aux côtés de Calamity Duck, la tenancière du saloon, et Chicken Duck, le shérif de Bootsville.

### Darkwing Duck
Myster Mask (Darkwing Duck en VO) est l'identité secrète de Albert Colvert (Drake Mallard en VO), un canard qui fait régner la justice à la manière de Batman dans la série animée éponyme diffusée entre 1991 et 1993. Il travaille en équipe avec Flagada Jones. Il est à la tête des Canards Vengeurs (Justice Ducks en VO), une équipe de super-héros comprenant Morgana, Robotik, Neptune et Sigmund.

### 0.0. Duck
0.0. Duck est un personnage créé par Dick Kinney et Al Hubbard en 1966 et qui apparaît pour la première fois dans l'histoire The Case of the Purloined Pearls, C'est un agent secret qui affronte le crime organisé (représenté par l'organisation BONK) à la manière de James Bond. Il est épaulé dans sa tâche par l'espionne Mata Harrier et - occasionnellement - Donald.

### Hustler Duck
Apparu en Italie en 1964 avec les histoires The Image et The Good Earth de Dick Kinney et Jim Fletcher, Hustler Duck est un canard à lunettes dont le seul but est de martyriser Picsou.

### Thomas Duckis
Créé par Bruno Concina et Valerio Held en 1999 avec l'histoire Arriva Crunk!, Thomas Duckis surnommé Crunk est un chercheur en biologie, parent de Gontran Bonheur, récemment installé à Donaldville en compagnie de sa femme Lorraine, de sa fille adolescente Kitty et de son jeune fils Tommy .

### Lola Duck
Apparue en Italie entre 1996 et 1997 avec l'histoire Paperinik e gli infallibili oroscopi, Lola Duck est une écrivaine sexy, ennemie de Fantomiald.

### Millard Fillmore Duck
Apparu aux États-Unis en 1970 avec l'histoire New Art, New Drama, Millard Fillmore Duck est un artiste beatnik ressemblant à Popop.

## Sources
- Don Rosa : Birth And Death Dates Of The Ducks, Coots And McDucks
- Plusieurs arbres généalogiques sur Calisota Online (en anglais mais conçu par un français!)
- L'arbre généalogique de Don Rosa (en français)
- Base de données INDUCKS
- Who's Who de Donaldville (en anglais)